# Pergélisol

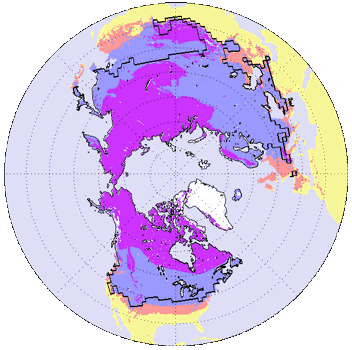
L'image ci-dessus montre la répartition du pergélisol (mauve) et l'étendue maximale moyenne saisonnière et intermittente des terrains gelés dans l'hémisphère Nord. Le « sol gelé saisonnier » (bleu) désigne les zones où le sol est gelé pendant quinze jours ou plus par an, alors que « sol gelé par intermittence » (rose) se réfère à des zones où le sol est gelé pendant moins de quinze jours par an. La ligne pleine indique l'étendue maximale moyenne de la couverture de neige saisonnière. Le pergélisol occupe environ 22790000 km2 ou 23,9 % des terres émergées de l'hémisphère Nord. En moyenne, la mesure maximale du sol gelé saisonnier est d'environ 55000000 km2 ou 55 % de la superficie totale des terres, tandis que l'étendue maximale de la couverture de neige est d'environ 47000000 km2, soit environ 47 % de la surface totale des terres dans l'hémisphère nord.

Le pergélisol, parfois désigné par le terme anglais permafrost, est la partie d'un cryosol gelée en permanence, au moins pendant deux ans, et de ce fait imperméable,.
Le pergélisol existe dans les hautes latitudes (pergélisol polaire) mais aussi dans les hautes altitudes (pergélisol alpin). Il couvre un cinquième de la surface émergée, dont 90 % du Groenland, 80 % de l'Alaska, 50 % du Canada et de la Russie (plus particulièrement dans sa partie sibérienne). Le pergélisol polaire en Sibérie est plutôt un pergélisol continu au-delà du 60e degré de latitude. Le pergélisol alpin est plus sporadique à cause du terrain coupé avec des expositions très diverses.
Il est constitué thermiquement de trois couches : la première dite « active » dégèle en été et peut atteindre jusque deux à trois mètres ; la seconde, soumise à des fluctuations saisonnières mais constamment sous le point de congélation, constitue la partie du pergélisol stricto sensu et s'étend à une profondeur de 10 à 15 mètres ; la troisième peut atteindre plusieurs centaines de mètres, voire dépasser le millier de mètres (en Yakoutie), ne connaît pas de variation saisonnière de température et est constamment congelée. La température s'y élève vers le bas sous l'influence des flux géothermique et atteint 0 °C à la limite basse du pergélisol. Dans le pergélisol, la glace peut obturer les pores du sol ou constituer des corps de glace de différentes genèses. Les régions subarctiques sont en outre, du fait du caractère imperméable de la glace, des zones humides anoxiques de marais et de tourbière où ont pu se développer des micro-organismes méthanogènes. Du méthane se trouve par ailleurs dans les lacs de thermokarst ou alass.

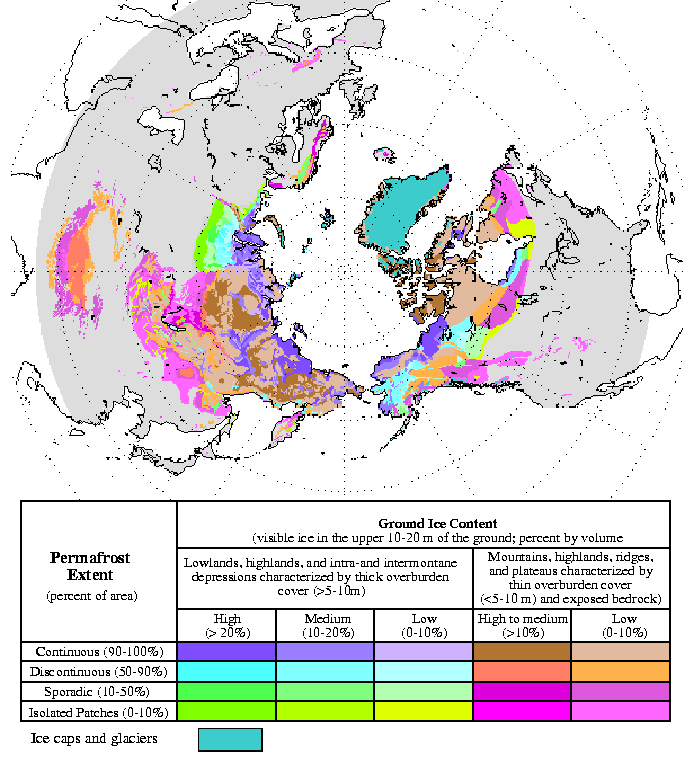
Carte distinguant différents types de pergélisols dans l'hémisphère Nord.

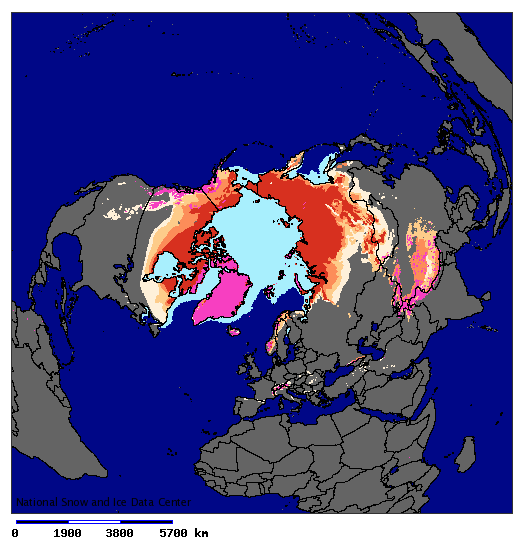
Localisation ; NSIDC.

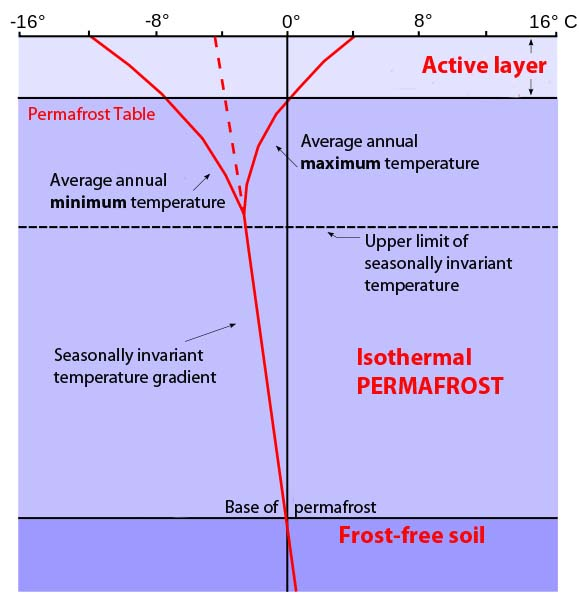
Températures saisonnales extrêmes (lignes rouges) et valeur moyenne (ligne pointillée).

Les formations, persistance ou disparition du pergélisol, et son épaisseur sont très étroitement liées aux changements climatiques. C'est pourquoi le pergélisol est étudié en tant qu'indicateur du réchauffement climatique par un réseau mondial de chercheurs s'appuyant sur des sondages, des mesures de température et un suivi satellitaire, à l'initiative du réseau mondial de surveillance terrestre du pergélisol. Le dégel rapide pourrait augmenter considérablement les quantités de gaz à effet de serre émises par les plantes et animaux anciens gelés.

## Définition et caractéristiques

### Définition
Le pergélisol, parfois désigné par le terme anglais permafrost, est la partie d'un cryosol gelée en permanence, au moins pendant deux ans, et de ce fait imperméable,.

### Caractéristiques

#### Caractéristiques physiques
Là où il est présent depuis plusieurs cycles glaciaires, le pergélisol peut être épais de plusieurs centaines de mètres :
- de 440 mètres à Barrow (Alaska) à environ 750 m dans l'Arctique canadienne ;
- environ 600 mètres en Sibérie orientale avec des maxima pouvant aller jusqu'à plus de 1 000 mètres dans certaines régions (monts de Verkhoïansk).

Les sols gelés de l’Arctique contiennent environ 1 668 milliards de tonnes de CO2.
La dégradation en profondeur de ce pergélisol se fait par advection de chaleur : de l'eau à l'état liquide circule dans les fractures en profondeur et dégèle la glace.

Étude du pergélisol
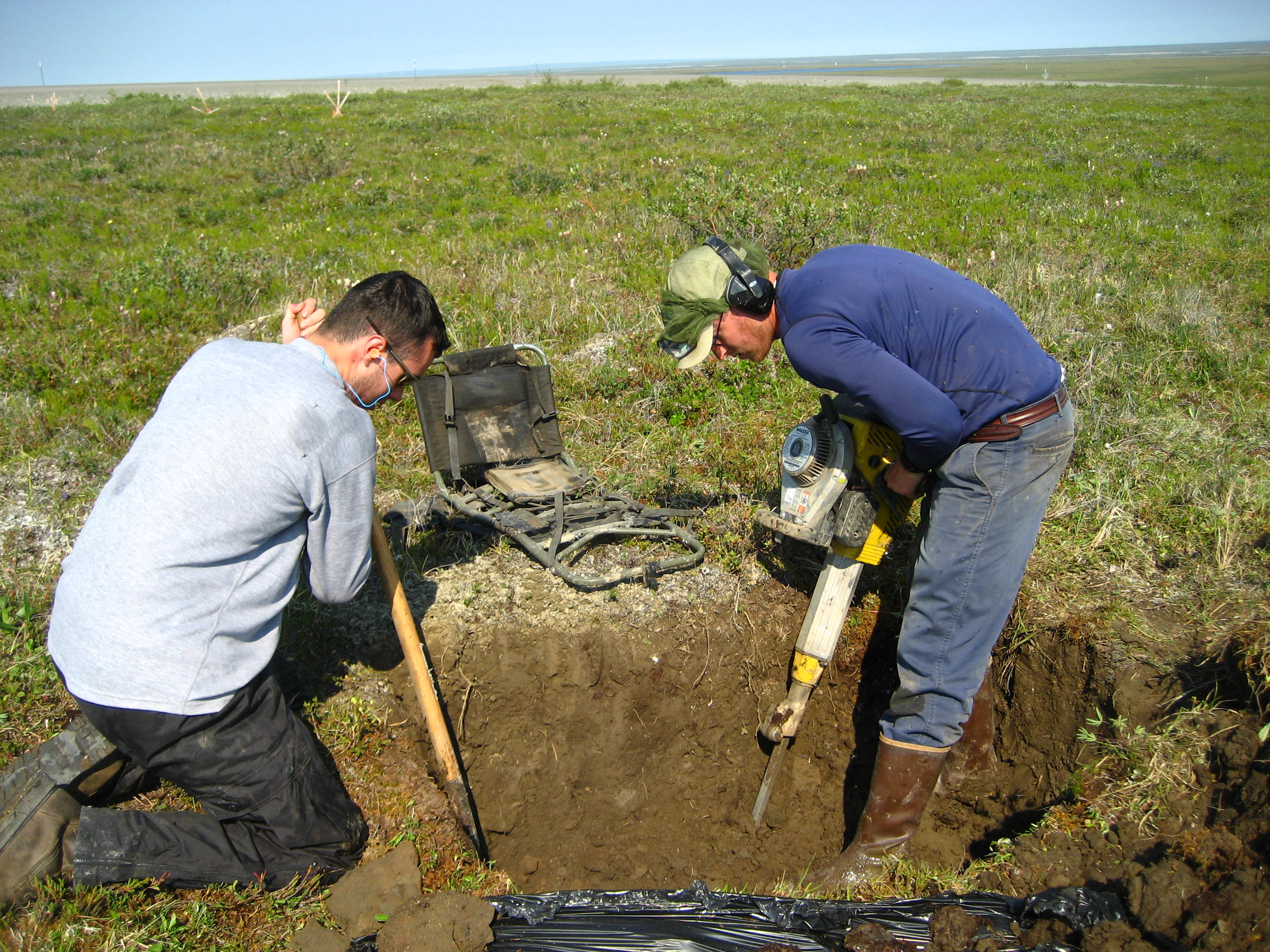
Pour étudier le pergélisol (ici en Alaska), les chercheurs doivent utiliser des outils comme le marteau-piqueur
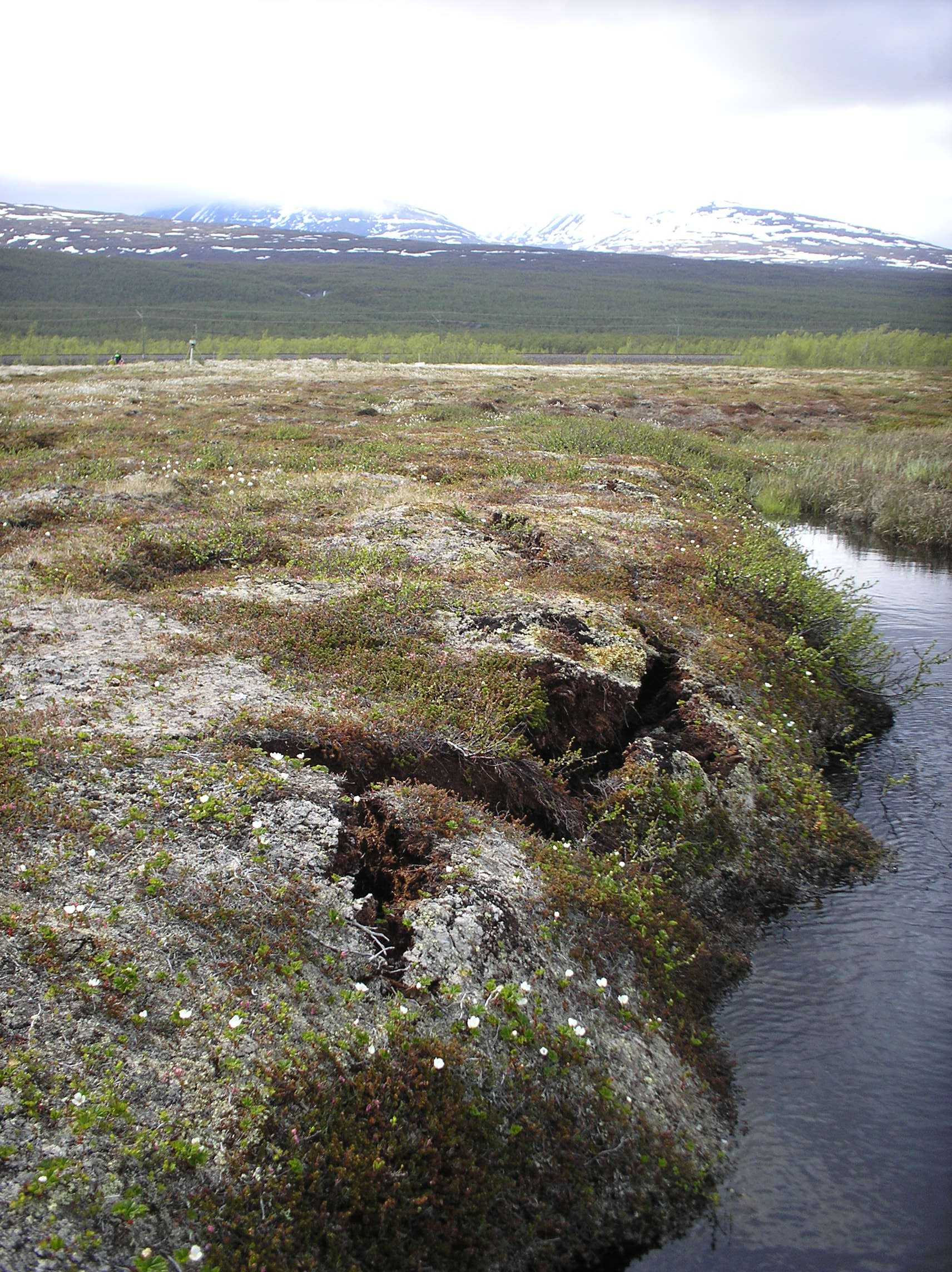
Le pergélisol devient instable en se réchauffant ; ici fissures visibles en Suède, sur le plateau tourbeux de Storflaket près d'Abisko.

#### Gel et circulation de l'eau
Paradoxalement, la congélation du sol en modifie les propriétés physiques (gonflement, changement de porosité…),, mais de l'eau libre peut se former dans la glace elle-même, de même que dans un sol gelé et une certaine conductivité hydraulique existe dans les sols gelés, plus ou moins importante selon la température, la saison et le type de substrat et de sol,, leur degré de « saturation » et leur porosité. Cette conductivité peut être mesurée, de même que la perméabilité d'un sol gelé. Ce phénomène a une importance pour la circulation des nutriments qui alimentent la végétation de surface et les organismes du sol, mais aussi le cas échéant de polluants (ex : retombées de Tchernobyl ou aérosols ou gaz apportés par les pluies/neiges polluées par d'autres éléments). Dans les écosystèmes terrestres froids de type Taïga, toundra, ce cycle particulier de l'eau régule la vie du sol et affecte la vie de surface (via les fonctions des racines, mycorhizes, zones humides temporaires, etc.).
La circulation de l'eau dans un sol gelé correspond aussi à de lents (inertie d'autant plus forte que le pergélisol est épais) et subtils transferts de calories,, qui peuvent réveiller des colonies bactériennes, fongiques ou symbiotiques des arbres et herbacées. Un sol gelé conserve donc une certaine capacité d'infiltration, voire de filtration. En surface, des phénomènes de cryoturbation peuvent compliquer les modélisations de transferts d'eau et de calorie.

## Dynamiques

### Extensions passées et actuelle

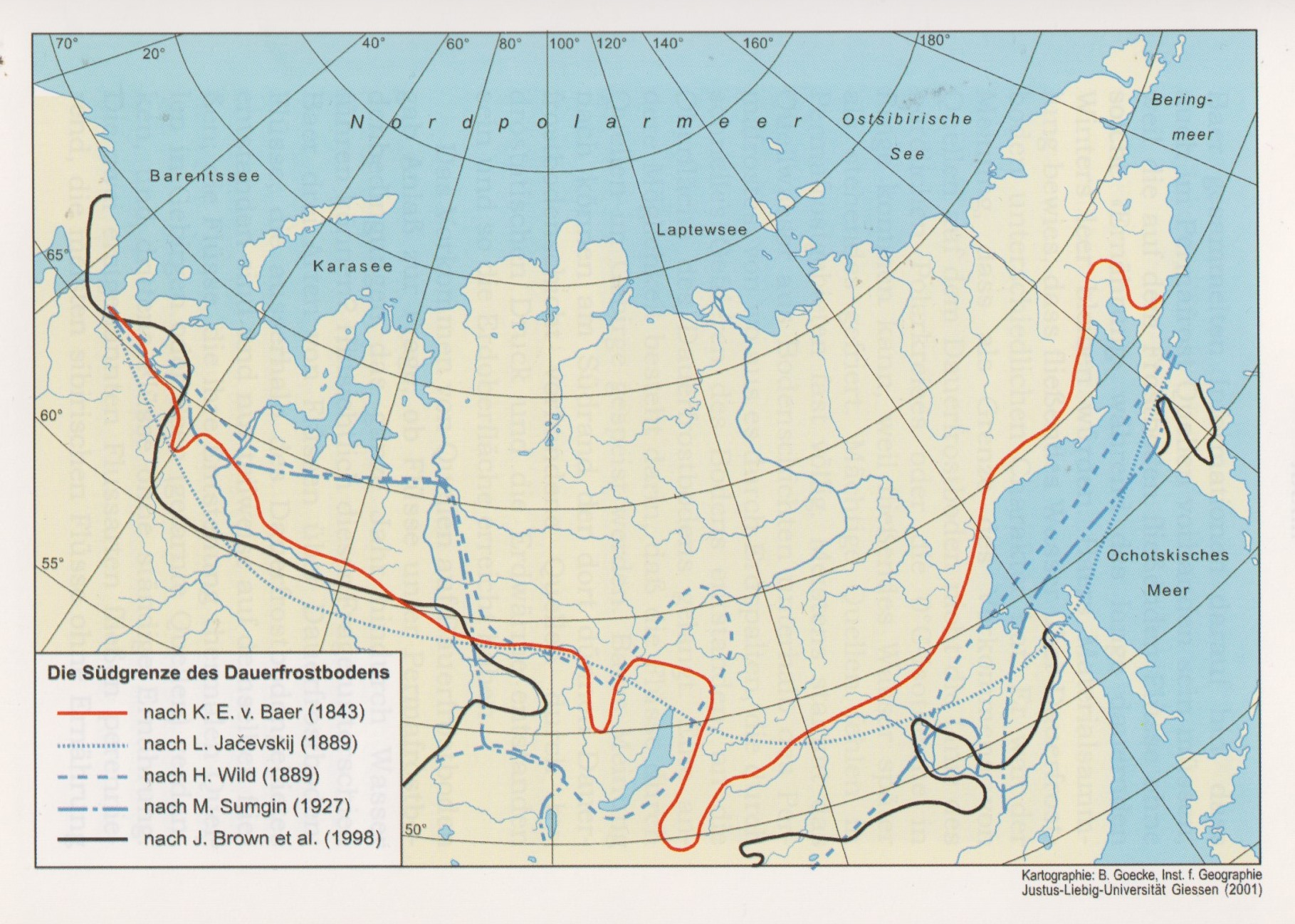
Limite sud du pergélisol d'après Karl Ernst von Baer (1843) et d'autres auteurs, dont Jerry Brown (1998).

En l'an 2000, le pergélisol représentait 23,9 % de la surface mondiale, soit 22 790 000 km2 ou un quart des terres émergées de l'hémisphère Nord.
Le dernier maximum d'extension date d'il y a 18 000-20 000 ans lors du Dernier maximum glaciaire (DMG), alors que par exemple, toute la moitié Nord de la France était gelée et le niveau de la mer plus bas d'environ 120 m. Le minimum d'extension date d'il y a 6 000 ans lors de la phase Atlantique dit « optimum climatique de l'Holocène ». Depuis, hormis un réchauffement de quelques siècles dans les années 800 lors de l’optimum climatique médiéval, avant le Petit âge glaciaire (PAG), les étés de l'hémisphère Nord se sont refroidis provoquant une tendance à l'extension territoriale du pergélisol.
Pour définir l'extension passée du pergélisol, il faut pouvoir recueillir des traces inscrites dans les sédiments comme le lœss. Il s'agit par exemple de fentes en coin témoignant d'un réseau de polygones de toundra, des traces de solifluxion, ou de structures microscopiques dans des sédiments argileux qui indiquent la présence de glace et l'intensité du gel dans le sol (ségrégation de glace). Mais dans les terrains sans formations superficielles meubles, il est beaucoup plus difficile de connaître l'extension passée et de différencier par exemple entre pergélisol continu et discontinu.
En limite sud, le pergélisol à une température proche de zéro en été pourrait rapidement fondre. Le Canada envisage que sa limite sud puisse ainsi remonter de 500 km vers le nord en un siècle. Un peu plus vers le nord, seule la « couche active » gagnera de l'épaisseur en été, induisant une pousse de la végétation mais aussi des mouvements de terrain déterminant des phénomènes de « forêt ivre », des modifications hydrologiques et hydrographiques et des émissions accrues de méthane, le développement des populations de moustiques, etc. Certains modèles (canadiens) estiment que les effets significatifs apparaîtront dans les années 2025 à 2035[réf. nécessaire].
Le pergélisol occupait une surface bien plus vaste lors des périodes glaciaires du Quaternaire mais il contribue néanmoins à une forte inertie thermique des milieux des pays nordiques. On distingue des très hautes latitudes ou altitudes vers des latitudes (ou altitudes) moins élevées, un pergélisol continu, d'un pergélisol discontinu voire sporadique. La zone du pergélisol discontinu est tributaire de facteurs stationnaires (orientation du versant, protection thermique par un lac, une forêt, etc.).
La couche de sol la plus superficielle dégèle en été. Sur ce mollisol ou couche active, lors de la courte saison végétative, quelques plantes et organismes se développent, alors que ni les racines ni les animaux ne peuvent pénétrer le pergélisol vrai.

Diverses formes du pergélisol
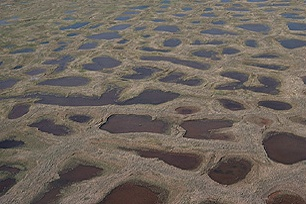
Paysage de polygones de toundra : en période de dégel, le réseau de coins de glace mis en relief (sol structuré).
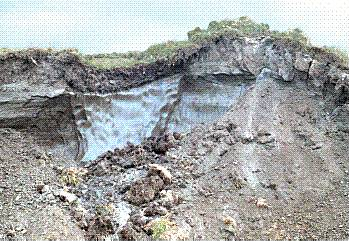
Coin de glace en coupe.
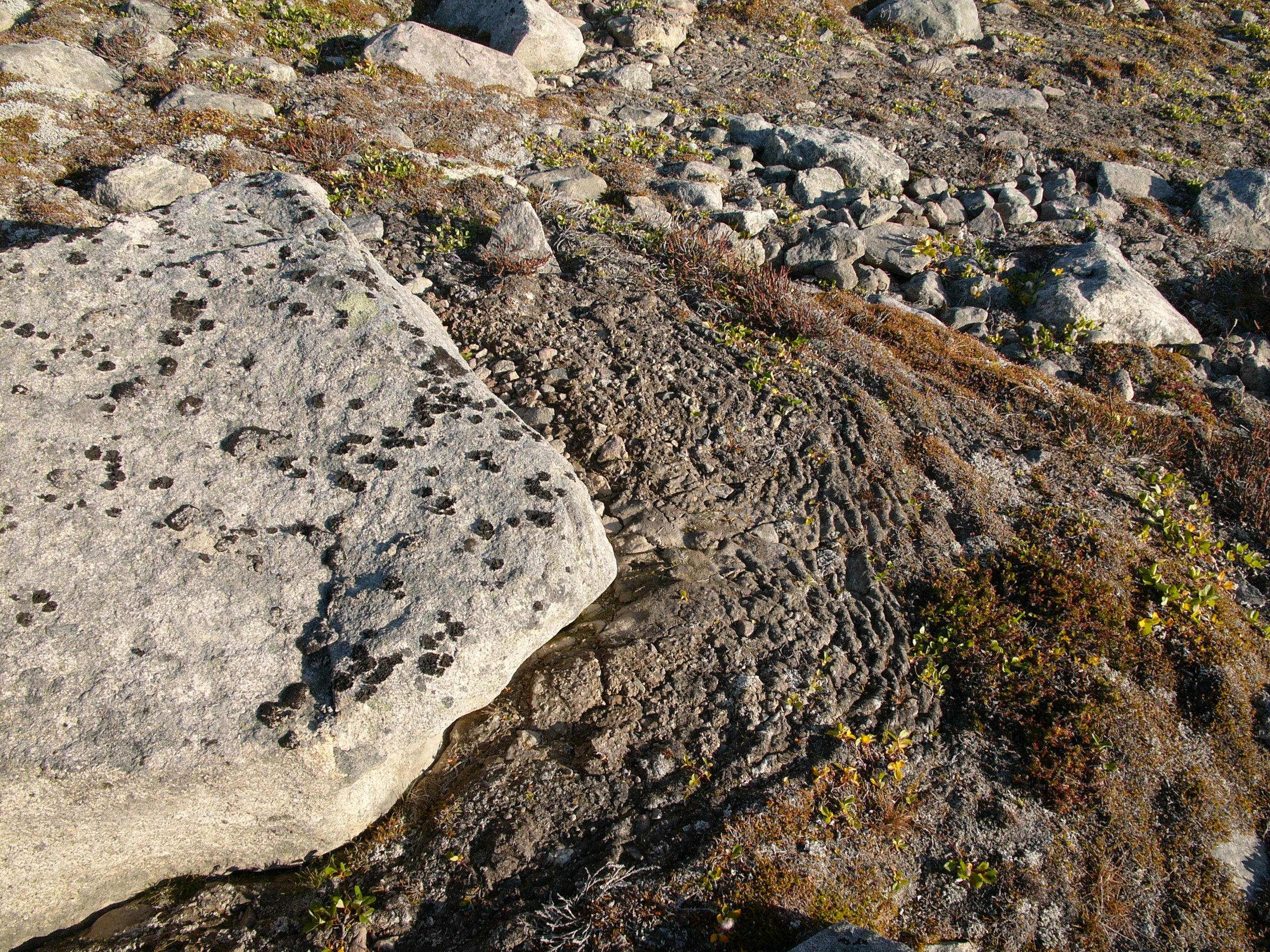
Solifluxion dans l'archipel du Svalbard.

### La zone dite «active»

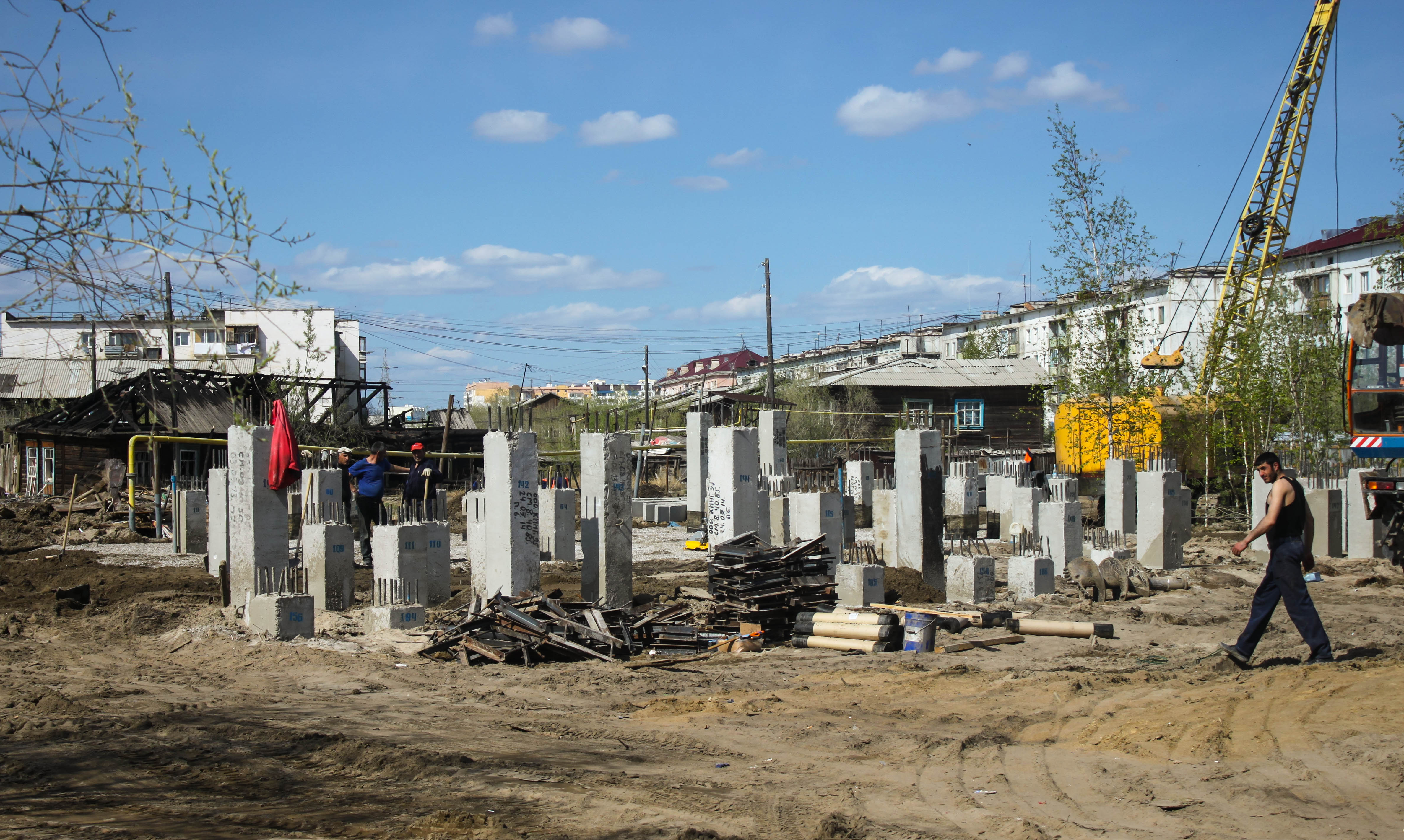
Construction sur Pergélisol dans le centre de Iakoutsk.

La couche active correspond à la zone du sol en surface qui dégèle en été par conduction de chaleur depuis la surface. Elle varie selon l'altitude et la latitude, mais aussi dans l'espace et dans le temps au rythme des glaciations et réchauffements. Lorsque l'enneigement diminue et laisse apparaître un sol plus foncé, la diminution de l'albédo qui en résulte contribue à une intensification des phénomènes de fonte et un approfondissement de la couche active. Cette zone est aujourd’hui généralement profonde de quelques centimètres à quelques décimètres. À sa limite sud, où elle est moins épaisse, elle pourrait s'étendre rapidement vers le nord. Dans les zones nordiques les constructions reposent aujourd'hui sur des pieux enfoncés à plusieurs mètres de profondeur, et il est recommandé de conserver un vide sous les maisons.

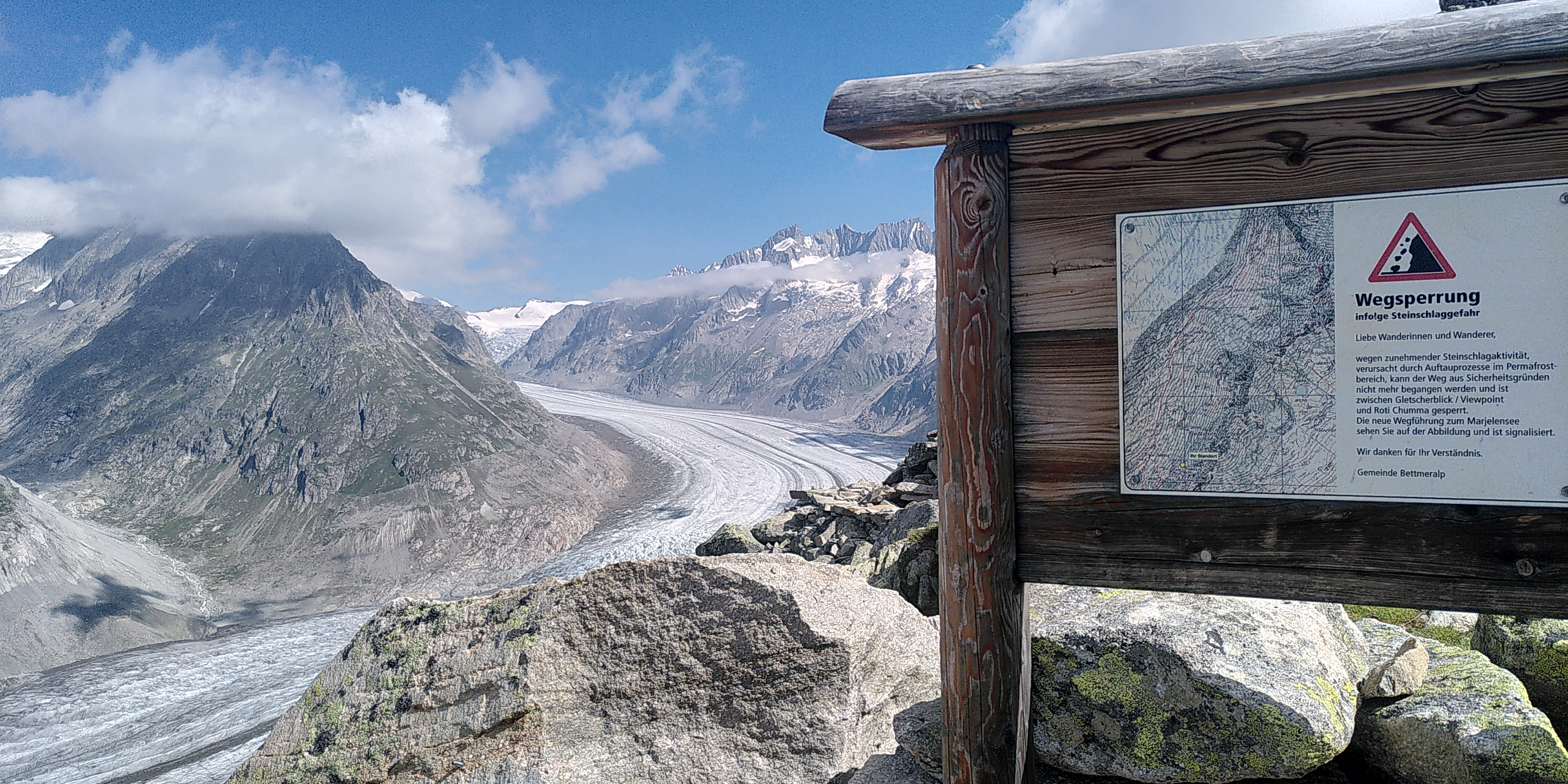
Alerte aux chutes de pierres en raison du dégel près du Glacier d'Aletsch.

Dans les Alpes, le pergélisol se retrouve au-dessus de 2 500 m sur les ubacs. Un dégel de ces zones pourrait provoquer des éboulements importants.
En Suisse, l'Office fédéral de l'environnement (OFEV) a publié une carte et une liste actualisée des zones habitées particulièrement menacées. Les dangers d'éboulements existent surtout pour les localités qui se situent au fond des vallées. Parmi elles figure la commune de Zermatt, entourée par trois pans de montagne qui reposent sur du pergélisol. La liste mentionne également Saint-Moritz, Saas Balen et Kandersteg. La probabilité qu'un gros événement se produise augmente avec la fonte croissante de la glace. Le risque ne porte pas seulement sur le fait que d'importantes masses de roches se détachent, mais que celles-ci provoquent des réactions en chaîne qui pourraient engendrer des dégâts dans les zones habitées, comme ce fut le cas dans le Caucase. Dans cette région, en 2002, un effondrement rocheux de quelques millions de mètres cubes a entraîné tout un glacier avec lui, provoquant un gigantesque glissement de terrain qui a totalement détruit une vallée de plus de 33 km.
La fonte de la glace du pergélisol est susceptible de créer des thermokarsts, des phénomènes de solifluxion et des mouvements importants des sols, ce qui inquiète car de nombreuses constructions, ainsi que des oléoducs sont posés sans fondations sur ces sols. Des villes entières sont construites sur le pergélisol comme Iakoutsk posée sur trois cents mètres de sol et roches congelés, où la température moyenne annuelle a augmenté de 2 °C en trente ans sans conséquence observable en profondeur à ce jour, selon l'Institut du pergélisol fondé dans cette ville.
Même si le sol ne fond pas, un réchauffement différentiel entre les couches superficielles et profondes de sol ou entre des éléments plus ou moins riches en eau des couches supérieures de sol pourrait provoquer des dégâts importants par dilatation différentielle.

## Effets du réchauffement climatique

### Situation actuelle: dégel accéléré
Le pergélisol arctique, qui renferme 1 500 milliards de tonnes de gaz à effet de serre, soit environ deux fois plus que dans l'atmosphère, est considéré comme « une bombe à retardement »,. 40 % du pergélisol pourrait dégeler avant la fin du XXIe siècle selon une étude britannique de Nature Climate Change de 2017. Il y a un consensus scientifique sur le fait que les phénomènes de fosses d'effondrement (telles que celle de l’île Herschel au Canada) ainsi que les émissions de mercure, de méthane et de CO2 augmentent, y compris en hiver, et augmenteront encore, mais le fonctionnement hivernal (octobre-avril) du géo-écosystème arctique (qui a une grande importance pour les modélisations) était encore trop mal compris pour que l'on puisse prévoir la date à partir de laquelle son dégel risque de s'emballer avec des effets climatiques et écotoxicologiques potentiellement catastrophiques.
Selon les indices disponibles en 2019, le pergélisol canadien dégèle avec une intensité qui n'était attendue dans certaines régions que vers 2090 ; et à l'échelle mondiale sa vitesse de dégel implique un risque « imminent » d'emballement ; c'est la conclusion d'une étude publiée en octobre 2019 par les membres du réseau mondial du pergélisol dans la revue Nature Climate Change (octobre 2019). Ce bilan s'appuie sur les résultats du suivi de plus de 100 sites arctiques, concluant que :
- la quantité de CO2 rejetée chaque hiver a été jusqu'ici sous-estimée par les modèles antérieurs, et par les estimations empiriques[38],[39]
- le réchauffement estival, mais également hivernal s'amplifie, démontré par plusieurs études successives[40],[41],[42]
- les mesures in situ du flux de CO2 montrent que dans les années 2010, le pergélisol arctique et boréal émet chaque hiver en moyenne 1 662 téragrammes de carbone par an (pour la période 2003-2017) ; cette évaluation double les estimations précédentes[37] ;
- si l'on intègre dans une modélisation les prévisions de réchauffement jusqu'en 2100, les émissions hivernales de CO2 du pergélisol arctique augmenteront de 17 % (scénario modéré) ou plus probablement de 41 % (scénario tendanciel)[37].
- le réchauffement permet à la végétation de remonter vers le nord, et d'être productive en juillet/août[43] ; Et dès que la température le permet dans la toundra la photosynthèse reprend, même sous la neige où — malgré une moindre luminosité — elle est stimulée par un taux de CO2 plus élevé (quatre arbres résineux à feuillage persistant peuvent ainsi photosynthétiser sous la neige)[44], mais les émissions hivernales de GES ne sont pas compensées en été où, dans les années 2010, la toundra n’absorbe que 1 032 téragrammes de carbone[45], ce qui implique in fine une perte moyenne de plus de 600 téragrammes de carbone vers l’atmosphère chaque année[37] ;
- en raison d'un manque d'observations et de données sur la quantité exacte de CO2 piégé dans le pergélisol[31], l'incertitude globale des émissions hivernales reste très élevée dans cette région : elle a été évaluée à 813 téragrammes (presque 50 % des émissions totales estimées).
- le bilan annuel des émissions ne semble pas avoir augmenté de 2003 à 2018, mais chaque année, il indique qu'une quantité d'environ 600 téragrammes de CO2 est injectée dans l'atmosphère où il contribue au réchauffement global[37] ; l'importance de cette émission confirme qu'une boucle de rétroaction[46],[47] semble déjà amorcée ; le dégel du pergélisol et le réchauffement s'exacerbant alors mutuellement[48].

Par ailleurs les risques d'incendie de forêt boréale (taïga ; l'écosystème arctique terrestre le plus proche de la toundra) semblent en augmentation. Par exemple au Canada, la surface de taïga brûlée augmente globalement depuis les années 1960 (de 1 500 à 75 000 km2 brûlés selon l'année), avec un pic en juillet. La superficie des feux semble par contre en légère diminution au début des années 2000 (2000-2007).
Le dégel du pergélisol menace de nombreuses infrastructures construites sur son sol ; il est notamment à l'origine du déversement de pétrole à Norilsk en 2020. Selon une étude pilotée par Jan Hjort, de l'université d'Oulu en Finlande, parue en 2018 dans Nature Communications, « 70 % des infrastructures situées dans cette zone sont irrémédiablement menacées et quatre millions de personnes concernées ». Sont notamment concernées Iakoutsk, plus grande ville construite sur le pergélisol, et la centrale nucléaire de Bilibino.
Parmi les solutions identifiées par l'ONG Drawdown, le recours à un pâturage accru des steppes du pergélisol est la solution la plus efficace à court terme pour endiguer le dégel du pergélisol.

### Boucle de rétroaction positive
Le dégel du pergélisol permet aux micro organismes de se développer et d'accéder à la matière organique fortement concentrée du sol. Selon les conditions environnementales (aérobie ou non), la dégradation de ces réserves conduit à la libération de CO2 et/ou de méthane. Ainsi, selon les niveaux de réchauffement global associés aux trajectoires climatiques du GIEC et les réponses écosystémiques des régions polaires et boréales. Les taux annuels d'émissions varient ainsi de 0.45 gigatonnes équivalent CO2 par an à 3 gigatonnes équivalent CO2 par an d'ici la fin du 21ème siècle.
C'est un cercle vicieux puisque les gaz à effet de serre accélèrent le réchauffement de la planète et le réchauffement de la planète augmente le dégel du pergélisol. C'est ce qu'on appelle une boucle de rétroaction positive.
Une équipe de chercheurs du CNRS et de l'université Laval de Québec étudie cette boucle de rétroaction, dans le programme APT (acceleration of permafrost thaw (« accélération du dégel du pergélisol »)), afin d'en évaluer l'ampleur : la quantité de carbone contenue dans le pergélisol est estimée à deux fois celle présente dans l'atmosphère ; estimer la part de ce carbone qui sera relarguée dans l'atmosphère par les bactéries est donc essentiel.
Le dégel total du pergélisol pourrait augmenter la température moyenne planétaire de 1 à 12 °C.

## Modification des écosystèmes

### Virus
Le pergélisol renferme de nombreux virus, oubliés ou inconnus. En 2014, le professeur Jean-Michel Claverie et son équipe ont découvert dans le pergélisol deux virus géants, inoffensifs pour l'Homme, qu'ils ont réussi à réactiver. Selon Jean-Michel Claverie, « cette découverte démontre que si on est capable de ressusciter des virus âgés de 30 000 ans, il n’y a aucune raison pour que certains virus beaucoup plus embêtants pour l’Homme, les animaux ou les plantes ne survivent pas également plus de 30 000 ans ». En 2016, en Sibérie, des spores d'anthrax vieilles de 70 ans se sont libérées du cadavre d'un renne après le dégel d'une couche de pergélisol, causant la mort d'un enfant et de nombreux troupeaux de rennes,. Selon Philippe Charlier, médecin légiste et archéo-anthropologue, « les deux souches de ce bacille étudiées par les scientifiques remontaient au XVIIIe et au début du XXe siècle ». Jean-Michel Claverie impute ce drame au réchauffement climatique, relevant qu'« en 2016, la couche dégelée a été plus profonde que les années précédentes ». Philippe Charlier estime que « pour l’instant, la résurgence se fait de manière locale, mais elle pourrait se répandre à l’ensemble de la planète ». Selon le virologiste Jean-Claude Manuguerra, « le risque pourrait venir des expériences de l’homme. Le danger serait de pouvoir reconstituer des virus disparus à partir de virus morts ».

### Impact des exploitations minières
Des côtes et régions de la Sibérie, auparavant désertiques et maintenant accessibles grâce au réchauffement climatique, recèlent d’importants gisements de gaz et de pétrole, ainsi que des métaux précieux comme l'or ou les diamants. Suivant la volonté politique du président russe Vladimir Poutine, des mines à ciel ouvert, d'une taille de trois à quatre kilomètres de diamètre et jusqu’à un kilomètre de profondeur, ont été ouvertes pour exploiter ces gisements en retirant le pergélisol. Le professeur Jean-Michel Claverie soulève en 2016 que cette exploitation conduit à manipuler des choses auxquelles l'homme n’a jamais été exposé, et accuse les exploitants russes de ne prendre « aucune précaution bactériologique ».

### Effets écopaysagers du dégel du pergélisol

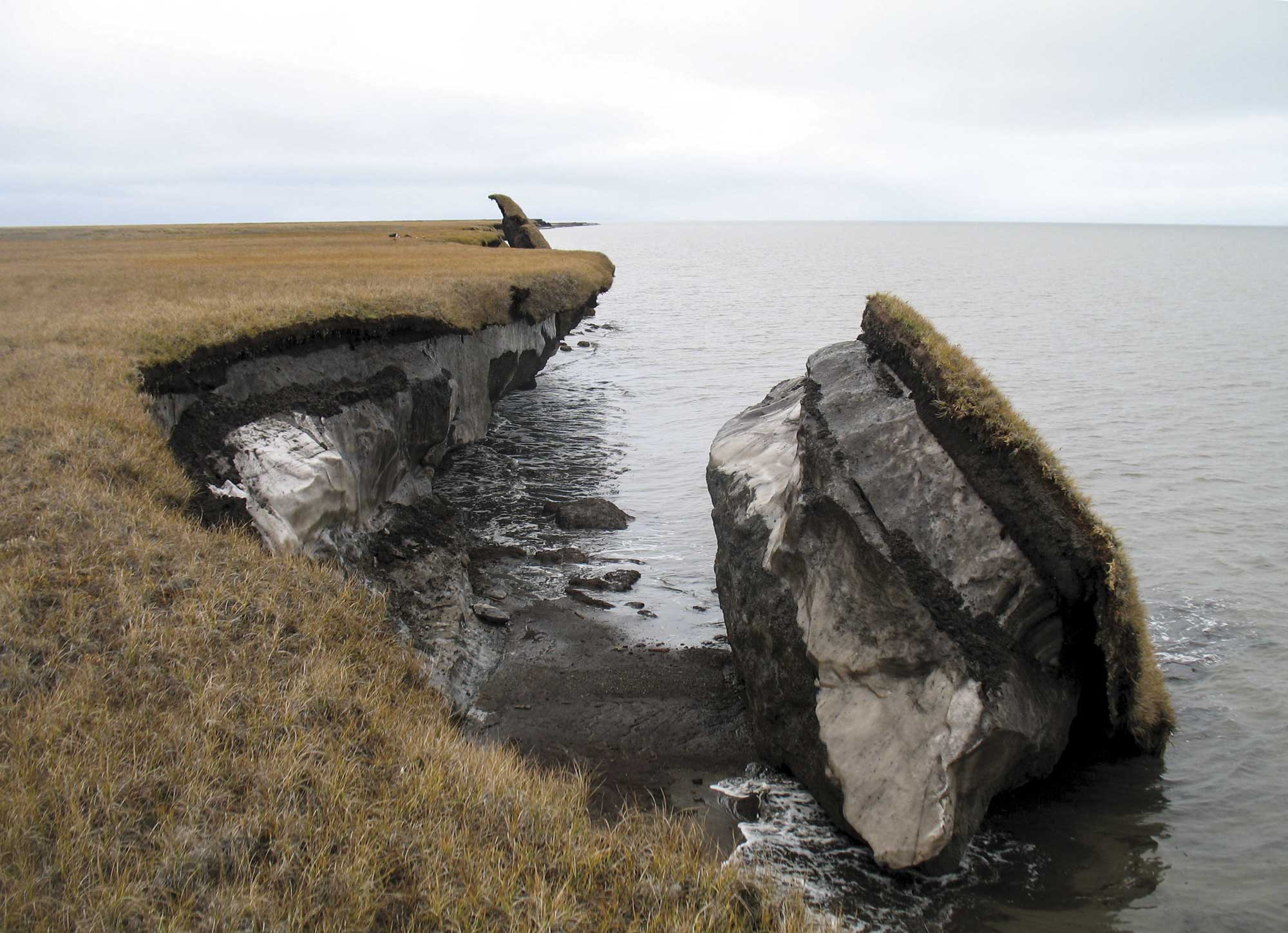
En fondant, le pergélisol modifie le trait de côte (ici d'Alaska), libère du méthane et du mercure accumulé dans la matière organique ce qui favorise la méthylation du mercure en le rendant plus bioassimilable et toxique
(Photo:U.S. Geological Survey)

Le dégel croissant du pergélisol a de nombreux effets sur les écosystèmes et le paysage :
- dans les tourbières boréales, cela transforme de vastes espaces de forêt résineuse en zones humides ou ouvertes gorgées d'eau (au profit des moustiques notamment) ;
- quand le pergélisol dégèle sous une forêt, les arbres ne tiennent plus debout (phénomène dit de la forêt ivre) ;
- ce dégel augmente les teneurs de l'environnement en azote biodisponible via un mécanisme encore mal compris pouvant faire intervenir des phénomènes de minéralisation et/ou de mobilisation de l'azote du sol[56]. Or l'azote est un puissant eutrophisant et un acidifiant de l'environnement ;
- in fine, la composition microbienne, floristique, animale et fongique de l'environnement en est plus ou moins fortement affectée, selon le degré de dégel du sous-sol des tourbières de l'Alaska, qui s'accompagne d'une augmentation des taux de matière organique et organique dissous dans les 60 premiers centimètres du sol avec un relargage d'azote pour des décennies voire des siècles. Des mesures récentes laissent penser que les horizons profonds du sol sont aussi des réservoirs importants d'azote « post-dégel ». La flore change en devenant plus hydrophile dans les zones inondées ou gorgées d'eau et enracinée plus profondément dans les zones d'effondrement des tourbières ; les valeurs foliaires de N et δ15N (en) changent et la part de l'azote dans la biomasse de feuilles, plante entière et litière augmente[57] ;
- le recul du trait de côte est accéléré ;
- d'après une étude publiée en 2018, le pergélisol arctique serait aussi le plus grand réservoir de mercure au monde : environ 1,7 million de tonnes de mercure (équivalent en volume de 50 piscines olympiques) pourraient y avoir été piégées pendant et depuis la dernière glaciation. Ce volume est environ le double de tout le mercure existant dans tous les autres sols de la planète, atmosphère et océans combinés[58]. On sait depuis quelques décennies que le mercure atmosphérique de l'hémisphère nord tend naturellement à retomber en arctique (phénomène dit Événement de suppression du mercure atmosphérique) ; cette étude montre qu'il se stocke dans les litières mal décomposées des plantes arctiques. Outre du méthane (puissant gaz à effet de serre), d'énormes quantités de mercure hautement toxique et écotoxique pourraient ainsi être libérées dans l'océan et l'air si ce pergélisol fond, ce qu'il a commencé à faire[59],[60].